# Theishohn
Theishohn ist ein Ortsteil der Stadt Hennef (Sieg) im Rhein-Sieg-Kreis in Nordrhein-Westfalen.

## Lage
Das Gehöft liegt im Mittelsiegtal, am Rande des Pleiser Ländchens zwischen Siebengebirge und Westerwald. Nachbarorte sind Raveneck im Osten, Schächer im Süden, die Höfe Michelshohn im Osten und Petershohn im Nordosten.

## Geschichte
Theishohn wurde bereits im 15. Jahrhundert erwähnt. Das Tagebuch des (1822 gestorbenen) Halbwinners Heinricus Bellinghausen beschreibt das Leben auf dem Hof im Kirchspiel Uckerath um die Jahrhundertwende zum 19. Jahrhundert:
Das Jahr 1795 sind die Franzosen über den reihn kommen. Da mahl haben wir anspannen mössen mit denen K.u.K. (Österreicher), und meinen Knecht ist 3 Däg dabey geblieben und hatt doch Pferd und Kahr hinter mössen lassen. Und das Lager hatte zu Weschpohl auf der Heiten gestanten 2 Däg. Und den 30. Oktober sind die Franzosen wieter gekommen. Da mahl haben wir mit unseren Kinteren mit großem Schrecken im Busch gewesen; dann die Franzosen feuerten auf die Mienschen wie man auf einen Raubvogel pflegt zu feuern. Unseres leinewand und hausgereiht in Fässer in das Feld vergraben gehabt. Und den 11. November sind die Franzosen wieter kommen. Damahl habe ich meine Frau mit den Kinteren verflaucht nach Bellinghauses hohn und ich sint mit meinem Knecht und Magt 8 Däg allein zu Brochhausen geblieben und Mann vor Mann mösste Haultz reitten vor der K.u.K. armey. Und die 8 Däg detten sie nicht mehr als mit Canonen canonieren. Und den gantzen winter haben wir schwere Einquatierung gehabt von denen K.u.K. armey.
Und ganz gleich, ob Franzosen oder Reichstruppen, die Bauern werden den Schaden haben! Der Krieg tobt südöstlich von Hennef, gerade dort, wo Heinrich Bellinghausen seinen Hof Theishohn hat. Offenbar wollen die Franzosen da den Zugang zum Westerwald erzwingen, es ist die beste Straße, auf der man mit schweren Pferdegespannen zur Höhe kommen kann.
...ich war etwaß vergeßen von der ersten rieterath 1796 da wir daß größte schrekken haben auß gestanden wie die francose armey 4 dag hier auf war da mahl kamen 7 francosen deß nachts ungefehr umb 11 uhr und wollten 4 köhe haben aber es ware nich umb die köhe zu dohn es ware umb meine frau zu dohn wie wir daß merckten da machte sich meine frau zum Venster hin auß...
1910 wurde für Theishohn der Gutspächter Heinrich Bennauer erwähnt.
Bis zum 1. August 1969 gehörte Theishohn zur Gemeinde Uckerath. Im Rahmen der kommunalen Neugliederung des Raumes Bonn wurde Uckerath, damit auch der Ort Theishohn, der damals neuen amtsfreien Gemeinde „Hennef (Sieg)“ zugeordnet.